# Terra refrattaria

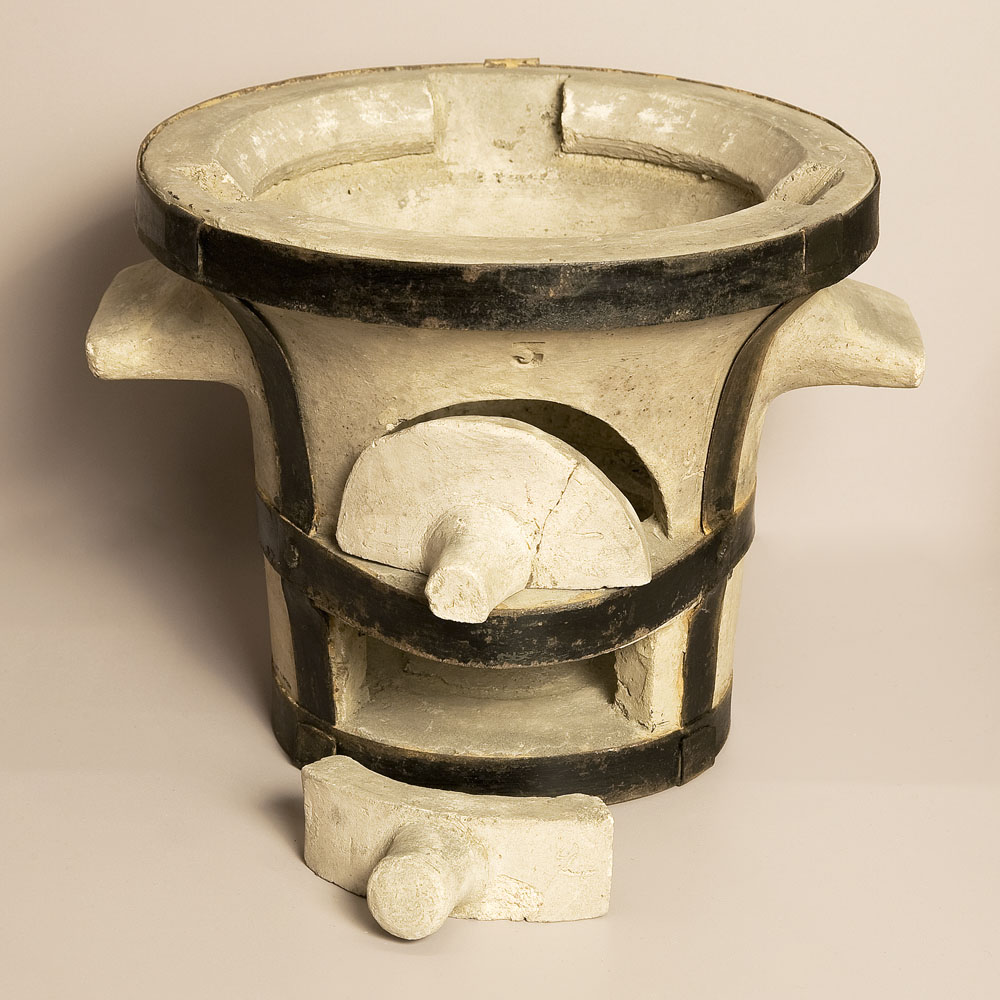
Fornello in terra refrattaria.

La terra refrattaria (dal latino refractarius, "caparbio") è atta a resistere a temperature elevate senza subire significative alterazioni. Per questa sua caratteristica, veniva utilizzata per la fabbricazione della strumentaria chimica.